# Częstotliwość Nyquista
Częstotliwość Nyquista – maksymalna częstotliwość składowych widmowych sygnału poddawanego procesowi próbkowania, które mogą zostać odtworzone z ciągu próbek bez zniekształceń. Składowe widmowe o częstotliwościach wyższych od częstotliwości Nyquista ulegają podczas próbkowania nałożeniu na składowe o innych częstotliwościach (zjawisko aliasingu), co powoduje, że nie można ich już poprawnie odtworzyć.
Zgodnie z twierdzeniem o próbkowaniu, przy próbkowaniu równomiernym z odstępem próbkowania {\displaystyle T_{s},} warunkiem odtworzenia sygnału jest, aby jego szerokość pasma {\displaystyle B} była ściśle ograniczona {\displaystyle B<1/{T_{s}},} lub aby maksymalna częstotliwość sygnału nie przekraczała połowy częstotliwości próbkowania, {\displaystyle f_{max}<f_{s}/2,} lub {\displaystyle f_{max}<1/{2T_{s}}.}
Inaczej mówiąc, częstotliwość Nyquista jest równa połowie częstotliwości próbkowania:
{\displaystyle f_{N}=f_{s}/2}  albo  {\displaystyle f_{N}=1/{2T_{s}}.}
Przykładowo dla częstotliwości próbkowania 44,1 kHz stosowanej na płytach CD częstotliwość Nyquista wynosi 22,05 kHz. Jeśli w sygnale analogowym obecne są składowe o częstotliwości wyższej od częstotliwości Nyquista, spowoduje to powstanie błędów próbkowania (aliasing). Przeciętne ludzkie ucho nie słyszy częstotliwości wyższych niż 20 kHz, dlatego te składowe sygnału audio są usuwane przed próbkowaniem poprzez zastosowanie filtru dolnoprzepustowego.
Choć w teorii częstotliwość Nyquista wyznacza górną granicę pasma, które można prawidłowo zapisać przy zastosowaniu określonej częstotliwości próbkowania, to w praktycznie wykorzystywanych systemach granica ta jest nieco niższa od częstotliwości Nyquista. Wynika to z niedoskonałości filtrów, których stromość zboczy nie jest idealna. Z tego powodu pomiędzy częstotliwością Nyquista a górnym skrajem pasma musi być pewien przedział częstotliwości, w którym będzie mieścić się zbocze filtru.